# Rhododrilus sutherlandi
Rhododrilus sutherlandi är en ringmaskart som beskrevs av Lee 1952. Rhododrilus sutherlandi ingår i släktet Rhododrilus och familjen Acanthodrilidae. Artens utbredningsområde är Nya Zeeland. Inga underarter finns listade i Catalogue of Life.